# Molophilus malayensis
Molophilus malayensis är en tvåvingeart som beskrevs av Edwards 1928. Molophilus malayensis ingår i släktet Molophilus och familjen småharkrankar. Inga underarter finns listade i Catalogue of Life.